# Rio Têt
O Rio Têt é um rio francês, localizado no departamento dos Pirenéus Orientais. Nasce no pico Carlit, nesse departamento e corre em direção ao oceano, desaguando no Mar Mediterrâneo, o que totaliza um comprimento de 120 km. É o maior rio do departamento e da região de Rossilhão.

## Hidrografia
A bacia hidrográfica do Têt tem 1550 km2 e possui uma vazão média de 7,5 m³/s, porém com uma variância muito alta, com valores muito altos durante a primavera (quando ocorre o degelo) e no outono. Em 17 de outubro de 1940, o rio registrou a maior vazão de sua história, 3600 m³/s.
Atravessa as comunas de:
- Mont-Louis
- Fontpédrouse
- Olette
- Villefranche-de-Conflent
- Ria
- Prades
- Ille-sur-Têt
- Millas
- Le Soler
- Perpignan
- Canet-en-Roussillon (onde desagua no Mediterrâneo)